# Pat Ryan (politico)
Patrick Kevin Ryan, detto Pat (Kingston, 28 marzo 1982), è un politico statunitense, membro della Camera dei Rappresentanti per lo stato di stato di New York dal 2022.

## Biografia
Nato a Kingston, Ryan studiò presso la United States Military Academy e si laureò all'Università di Georgetown. Dopo aver divorziato dalla prima moglie, sposò Rebecca Grusky, con la quale ebbe due figli. Tra il 2004 e il 2008 fu membro attivo dell'esercito statunitense, con il quale effettuò due missioni in Iraq operando come ufficiale di intelligence. Lavorò poi per delle società di tecnologia e fu co-fondatore di un'azienda di software.
Entrato in politica con il Partito Democratico, divenne county executive della contea di Ulster vincendo un'elezione speciale nel giugno del 2019, per poi essere riconfermato per un mandato di quattro anni.
Nel 2018 si era candidato infruttuosamente alle elezioni di mid-term per il seggio della Camera dei Rappresentanti del diciannovesimo distretto dello stato di New York, ma era stato sconfitto nelle primarie democratiche da Antonio Delgado, il quale aveva poi sconfitto nelle elezioni generali il deputato repubblicano John Faso.
Quando, nel 2022, Delgado rassegnò le dimissioni per diventare Vicegovernatore di New York, Ryan prese parte alle elezioni speciali indette per riassegnare il seggio e risultò vincitore a sorpresa, sconfiggendo il candidato repubblicano Marc Molinaro. La vittoria di Ryan venne attribuita dagli analisti politici al suo forte sostegno del diritto all'aborto.
Ryan fu candidato anche nelle elezioni di mid-term dello stesso anno, concorrendo per un distretto congressuale differente, riconfigurato dopo il censimento. Anche in questa occasione risultò vincitore di misura sull'avversario repubblicano e fu così eletto per un mandato completo da deputato.